# David Andrews (aktor)
Stanley David Andrews (ur. 2 listopada 1952 w Baton Rouge) – amerykański aktor filmowy i telewizyjny.

## Życiorys

### Wczesne lata
Urodził się w Baton Rouge w Luizjanie. Uczęszczał do Louisiana State University, a także studiował przez rok w Duke University School of Law i dwa lata w Stanford Law School, którą skończył pod koniec lat 70..

### Kariera
Po raz pierwszy trafił na mały ekran w jednym z odcinków serialu CBS Trapper John, M.D. (1982) z Pernellem Robertsem. W 1983 zastąpił Eda Harrisa w roli Eddiego w produkcji off-Broadwayowskiej Fool For Love Sama Sheparda. Po gościnnym występie w operze mydlanej NBC Dni naszego życia (1983), został obsadzony w roli Deana Moriarty’ego w biograficznym filmie dokumentalnym Kerouac (1984), którego bohaterem był Jack Kerouac. Następnie zagrał w horrorze Koszmar z ulicy Wiązów (1984) i biograficznym dramacie telewizyjnym NBC Płonące łóżko (1984) z Farrah Fawcett. W 1989 wystąpił jako Stephen „Red” Ryder w sztuce The Heart Outright.
W późniejszych latach 80. występował głównie w telewizji. Grał dyrektora biznesowego w filmie fantastycznonaukowym Cherry Model 2000 (1987), owdowiałego włóczęgę, który zostaje zatrudniony przez sadystycznego majstra młyna w horrorze Cmentarna szychta (1990), Jamesa Earpa w westernie Kevina Costnera Wyatt Earp (1994), astronautę Pete’a Conrada w filmie Apollo 13 (1995), członka grupy wsparcia w dreszczowcu psychologicznym neo-noir Davida Finchera Podziemny krąg (1999) i Lewisa Libby’ego w dramacie biograficzny Douga Limana Uczciwa gra (2010). Grał też generała Chapmana w miniserialu Kompania braci. Zastąpił Johna M. Jacksona w roli Gordona Cresswella w ostatnim sezonie serialu JAG.

## Wybrana filmografia
- 1984: Koszmar z ulicy Wiązów – Foreman
- 1987: Cherry model 2000 – Sam Treadwell
- 1989: Policjanci z Miami – Jack Crockett
- 1990: Cmentarna szychta – John Hall
- 1994: Wyatt Earp – James Earp
- 1995: Apollo 13 – Pete Conrad
- 1999: Podziemny krąg – Thomas
- 2001: Hannibal – agent Marshall
- 2002: Szkoła uczuć – pan Kelly
- 2003: Terminator 3: Bunt maszyn – Robert Brewster
- 2003: Two Soldiers – porucznik Hogenbeck
- 2004: Star Trek: Enterprise – Lorian
- 2005: Niewidzialny – Ray
- 2005: JAG – Gordon Cresswell
- 2009: Zaklinacz dusz – Albert Glassman
- 2010: Wciąż ją kocham – pan Curtis
- 2010: Uczciwa gra – Scooter Libby
- 2013: World War Z – komandor marynarki
- 2014: Klątwa Jessabelle – Leon Laurent
- 2019: Królowa Południa – Cecil Lafayette